# 京都府道208号向日善峰線
京都府道208号向日善峰線（きょうとふどう208ごう むこうよしみねせん）は、京都府長岡京市から京都市西京区に至る一般府道である。

## 概要
長岡京市滝ノ町1丁目から京都市西京区大原野小塩町に至る。
京都府の乙訓地域北部を横断する一般府道のひとつ。向日市中心部と善峯寺を結ぶことから別名「善峰道」とも呼ばれ、ほぼ全線にわたって狭隘区間を持つ。起点である長岡京市滝ノ町1丁目から長岡京市滝ノ町二丁目交差点の区間は、東向きの自転車を除く車両一方通行である。そのため起点から終点方向へ自動車や原付で走行することは、不可能な構造となっている。

### 路線データ
- 起点：長岡京市滝ノ町1丁目（京都府道209号長法寺向日線交点）
- 終点：京都市西京区大原野小塩町（善峯寺前）

## 路線状況

### 重複区間
- 京都府道10号大山崎大枝線（長岡京市井ノ内・広海道交差点 - 長岡京市今里・向イ芝交差点）

### 道路施設

#### 橋梁
- 井ノ内橋（小畑川、長岡京市）

## 地理

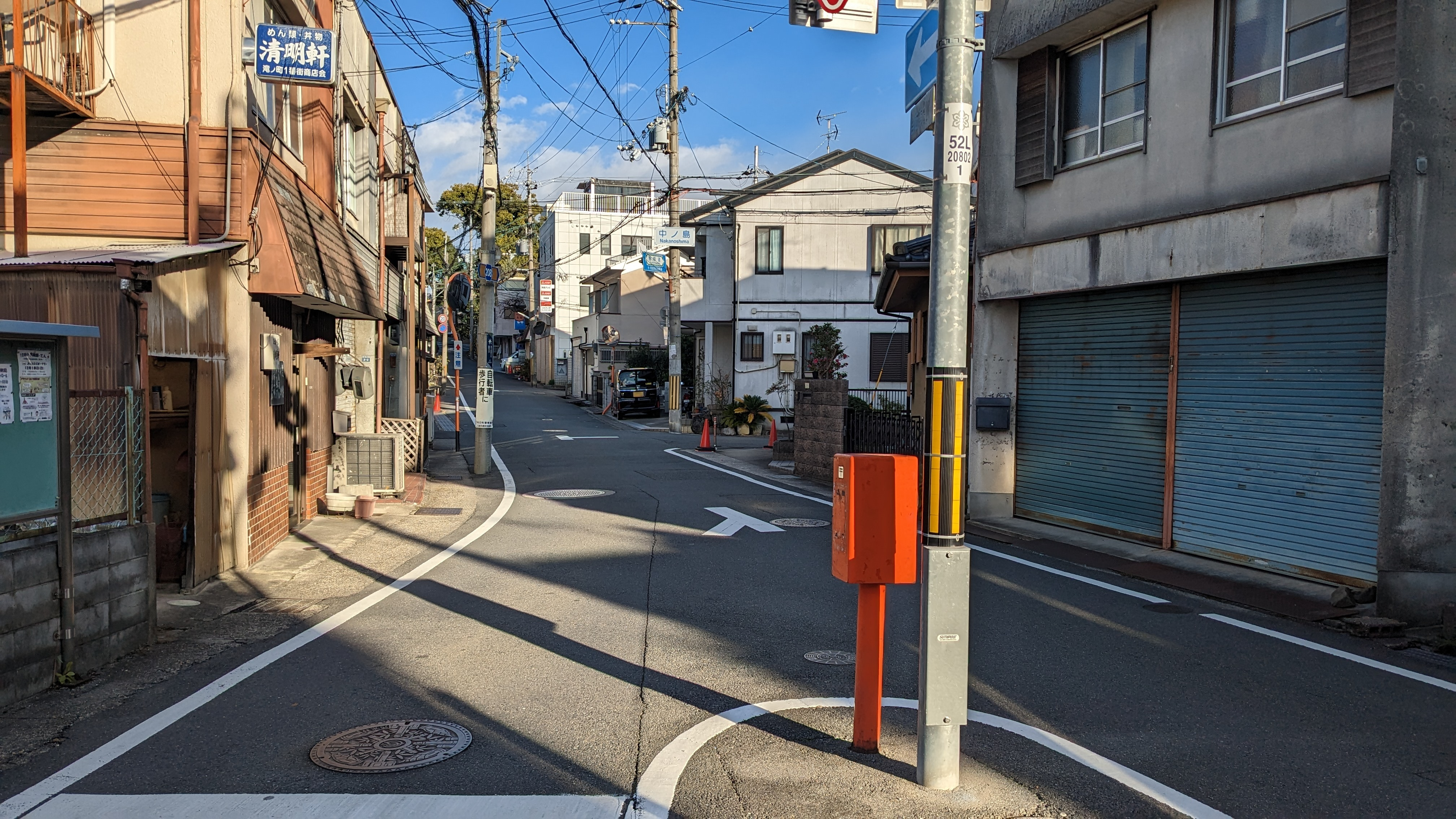
中ノ島交差点（長岡京市滝ノ町）
起点から中ノ島交差点までの約250 mは京都府道209号長法寺向日線（分岐：右）との重複区間

### 通過する自治体
- 京都府
  - 長岡京市 - 京都市（西京区）

### 交差する道路
| 交差する道路                                     | 交差する場所 | 交差する場所       |
| ------------------------------------------------ | ------------ | ------------------ |
| 京都府道209号長法寺向日線                        | 滝ノ町1丁目  | 起点               |
| 京都府道205号中山向日線                          | 滝ノ町2丁目  | 滝ノ町二丁目交差点 |
| 京都府道・大阪府道67号西京高槻線 / 京都外環状線  | 井ノ内       | 下印田交差点       |
| 京都府道10号大山崎大枝線 / 丹波街道 重複区間起点 | 井ノ内       | 広海道交差点       |
| 京都府道10号大山崎大枝線 / 丹波街道 重複区間終点 | 今里         | 向イ芝交差点       |

### 沿線
- 向日市立勝山中学校
- 向日市立向陽小学校
- 京都中央信用金庫 向日町支店
- 向日町ショップセンター
- 京都信用金庫 滝ノ町支店
- 長岡京市立長岡第十小学校
- 花山稲荷大明神
- 十輪寺（業平寺）
- 善峯寺